# Andrena sarydzhasi
Andrena sarydzhasi is een vliesvleugelig insect uit de familie Andrenidae. De wetenschappelijke naam van de soort is voor het eerst geldig gepubliceerd in 2005 door Osytshnjuk.